# Удары США по ядерным объектам Ирана
Удар США по Ирану (2025) — операция, проведенная воздушными и морскими силами ВС США 22 июня 2025 года на территории Ирана.
В ночь на 22 июня 2025 года военно-воздушные и военно-морские силы США провели военную операцию под кодовым названием «Полуночный молот» (англ. Midnight Hammer) против нескольких ядерных объектов в Иране. Среди них — завод по обогащению урана Фордо, ядерный объект в Нетензе и Исфаханский центр ядерных технологий и исследований. Эти ядерные объекты являлись одними из наиболее значимых центров по обогащению урана в Иране. В ходе атаки было использовано четырнадцать противобункерных авиабомб GBU-57, доставленных стелс-бомбардировщиками Northrop B-2 Spirit, а также 30 ракет «Томагавк», запущенных с подводной лодки (были задействованы семь самолётов B-2, долетевших до Ирана с несколькими дозаправками в воздухе с авиабазы Уайтмен в США, и одна подводная лодка, а также истребители-бомбардировщики Центрального командования Вооружённых сил США, наносившие удары по объектам ПВО Ирана; с учётом самолётов-заправщиков и разведывательных самолётов в операции было задействовано свыше 125 самолётов). Событие произошло на фоне израильской военной операции против Ирана, начавшейся 13 июня, и ответных ударов Ирана по Израилю. По оценкам американской разведки, эти удары не смогли уничтожить иранскую ядерную программу, а только замедлили её на пару месяцев.

## Анализ
Старший научный сотрудник Совета по международным отношениям Рэй Такей назвал удары «новой фазой, потенциально проблематичной», и заявил, что Ирану «придётся каким-то образом восстановить гордость», возможно, путём запуска атак на американские военные объекты или через прокси. Старший научный сотрудник Фонда Карнеги за международный мир Карим Саджадпур отметил, что «это, скорее всего, откроет новую главу 46-летней американо-иранской войны, а не завершит её», что большинство ответных вариантов, доступных Ирану, являются «эквивалентом взрыва смертника», и что «это травматическое, унизительное событие» для иранского населения, оставляя неясным, как именно Иран ответит.
По данным The New York Times, Соединённые Штаты могли нанести удары по многочисленным ядерным объектам в Иране, поскольку они определили, что израильские удары вряд ли нанесут больший ущерб и лишь отбросят ядерную программу Ирана примерно на шесть месяцев назад.
Корреспондент NBC News Мэтт Брэдли отметил, что израильская военная операция против Ирана и помощь, оказанная Израилю Трампом, крайне популярны среди израильтян, и что Иран и сеть его прокси значительно ослаблены. Вместе с тем, он указал на то, что смена иранского режима, о которой говорят израильские политики, может быть гораздо сложнее. Брэдли также отметил риски для объектов США в регионе.
Аналитик CNN отметил, что США могут атаковать дополнительные цели, учитывая, что «существует реальная обеспокоенность, что теперь иранцы нанесут ответный удар», и предположил, что Иран, в свою очередь, может атаковать американские базы в Катаре, Объединённых Арабских Эмиратах, Саудовской Аравии и Бахрейне, а также потенциально закрыть Ормузский пролив.
Генеральный директор Фонда защиты демократий Марк Дубовиц написал: «Это знаменует собой значительный сдвиг для региона, при этом основная угроза американской и израильской безопасности значительно снизилась». Клиффорд Мэй написал: «Это была „бесконечная война“, пока президент Трамп не принял решение положить ей конец, лишив зубов жестоких исламистских правителей Ирана».

## Ответный удар Ирана
23 июня 2025 года Иран нанёс удар по американской военной базе «Аль-Удейд» в Катаре, выпустив 6 ракет и объявив о начале операции «Благословение Победы». По сообщениям The New York Times, Иран предупредил Катар о готовящемся ударе по военной базе США.
Белый Дом заявил, что военная база была заранее эвакуирована и данный удар не повлёк за собой повреждений и человеческих жертв.